# Клод Помпіду
Клод Помпіду (фр. Claude Pompidou), уроджена Клод Жаклін Каур (фр. Claude Jacqueline Cahour, 13 листопада 1912, Шато-Гонтьє  — 3 липня 2007, Париж) — перша леді Франції з 1969 по 1974 рік, дружина французького президента Жоржа Помпіду, філантроп.

## Біографія
Клод Жаклін Каур, дочка лікаря, втратила матір у віці 3 років.

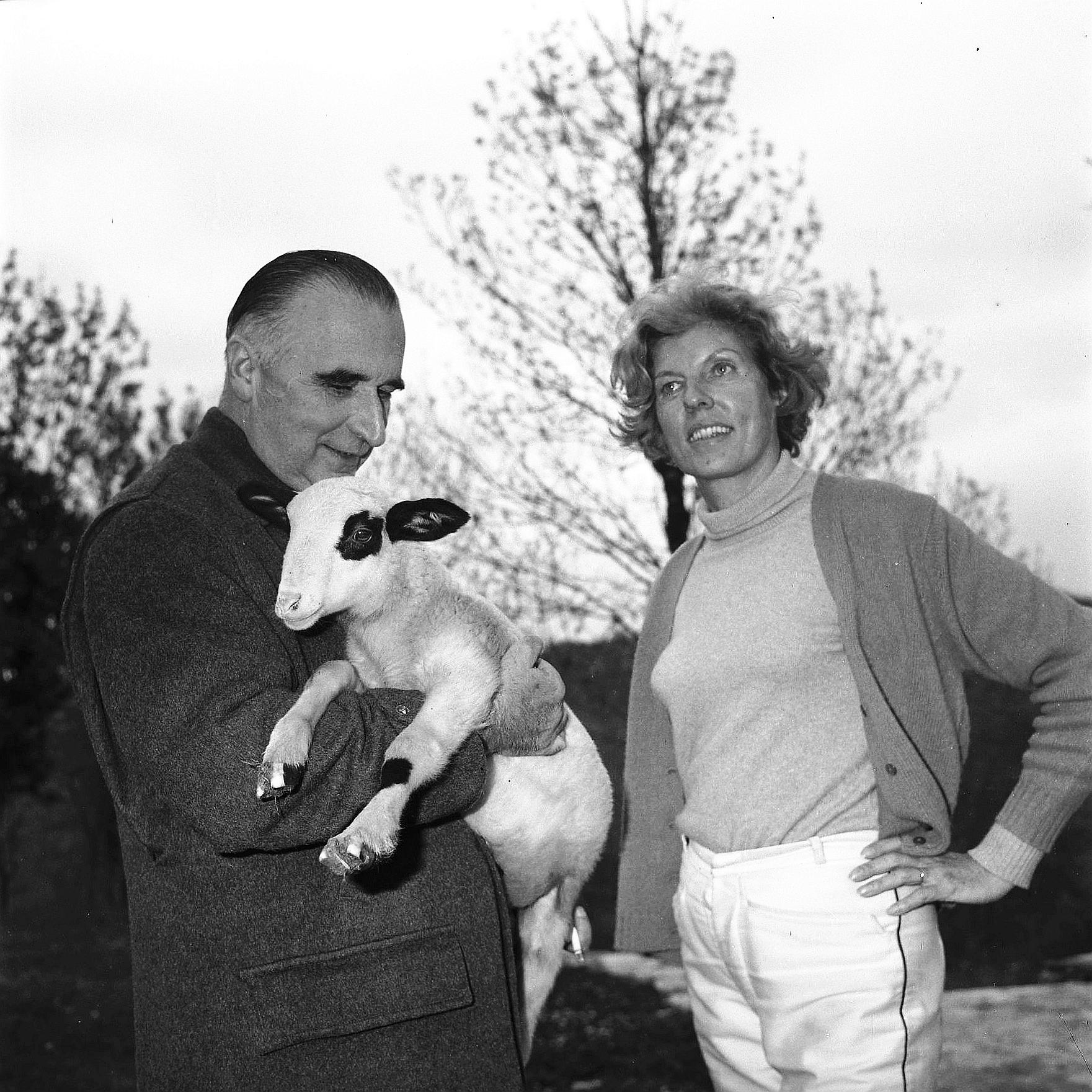
Клод Помпіду зі своїм чоловіком Жоржем у 1965 році

Вона вивчала право в Парижі, де зустріла свого майбутнього чоловіка Жоржа Помпіду (1911—1974). Вони взяли шлюб у 1935 році. Згодом пара всиновила Алена Помпіду, який народився у 1942 році. З 20 червня 1969 по 2 квітня 1974 року вона була на стороні свого чоловіка, прем'єра-Дама де Франс. У неї був незвичайний інтерес до сучасного мистецтва, і вона доручила молодим художникам прикрасити Єлисейський палац. Клод Помпіду затіяла перестановку у Єлисейському палаці, змінила інтер'єр. Вона замовила кращі шедеври меблі. Всі меблі були у стилі модернізму та абстракціонізму.
У 1970 році вона запустила Фонд Клод Помпіду, для допомоги нужденним. Жак Ширак служив Казначеєм Фонду більше трьох десятиліть. Всі свої наряди Клод Помпіду позичала у знаменитих модних Домів, а коли з'являлась в них на світ, то повертала назад. Вона була філантропом і видала свої мемуари L'Elan du Coeur в 1997 році.
Померла Клод Помпіду 3 липня 2007 року у Парижі, у віці 94 років. Свої співчуття висловив Ніколя Саркозі. На похованні була присутня принцеса Монако Керолайн, Жак Ширак, і Ліліан Беттанкур. Її любов до розкоші стала предметом засуджень зі сторони французьких газет, які порівняли «Королеву Клод» з Марією-Антуанеттою. Однак дуже скоро в інтелігентних колах вона мала більшу популярність, ніж її чоловік. Дружина Жака Ширака Бернадетт стала президентом Фонду після смерті пані Помпіду.